# Oleksandr Skitschko

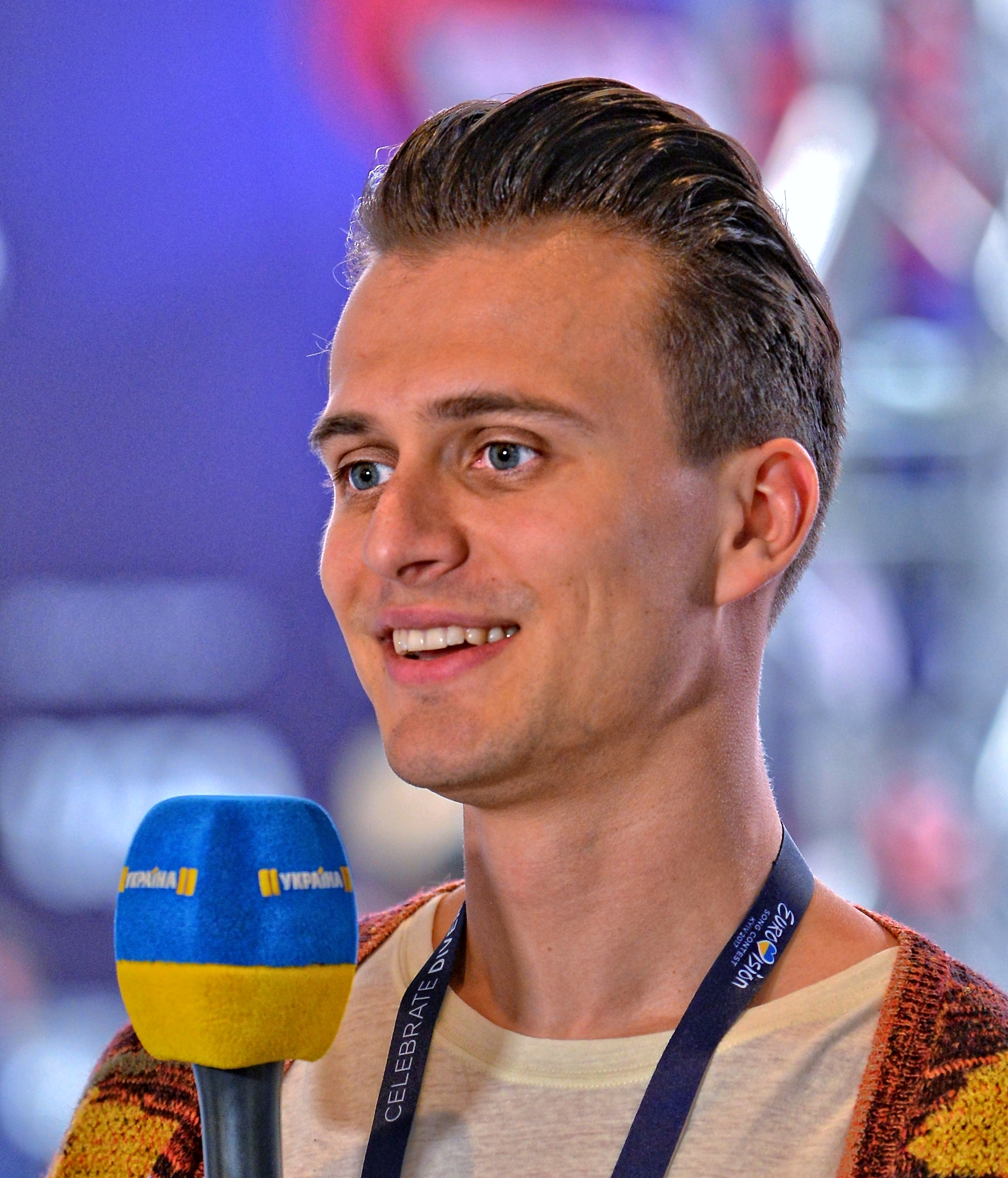
Oleksandr Skitschko, 2017

Oleksandr Oleksandrowytsch Skitschko (ukrainisch Олександр Олександрович Скічко, englisch Oleksandr Skichko; * 28. April 1991 in Tscherkassy) ist ein ukrainischer Fernsehmoderator, Komiker und Schauspieler. Auch ist er als Politiker tätig.

## Leben und Karriere
Seine Fernsehkarriere begann 2010, als er die ukrainische Version der bekannten TV-Show Wake Up moderierte. Außerdem moderierte er die ukrainischen Versionen von Star Way und Sing Like A Star. Trotzdem tauchte Skitschko schon mit 15 Jahren im ukrainischen Fernsehen auf. Er nahm damals an der ukrainischen Version vom Supertalent teil. Dabei gewann er die Herzen des ukrainischen Publikums mit seiner Parodie. Im Mai 2017 hat er den ESC in Kiew moderiert.
Bei der Parlamentswahl des Jahres 2019 kandidierte er für die Partei Sluha narodu (SN) des späteren Wahlsiegers Wolodymyr Selenskyj, konnte in seinem Wahlkreis rund 51 Prozent der Stimmen auf sich vereinen, und wurde im August 2019 als einer von 254 Abgeordneten von SN vereidigt. Im Januar 2021 erfolgte Skitschkos Ernennung zum Gouverneur der Oblast Tscherkassy. Wenige Tage nach dem russischen Überfall auf die Ukraine wurde Skitschko Anfang März 2022 von Ihor Taburets als Gouverneur von Tscherkassy abgelöst.